# 詹学传墓
詹学传墓，位于中国广东省梅州市大埔县长治镇长教，为梅州市大埔县的一个县级文物保护单位，类型为古墓葬，公布时间为1991年4月。
詹学传墓的历史年代为宋代。